# 周贯五
周贯五（1902年10月10日—1987年3月29日），原名周经魁，中国人民解放军中将，1955年获二级八一勋章、一级独立自由勋章、一级解放勋章。